# بيرت كوشران
بيرت كوشران (بالإنجليزية: Bert Cochran)‏ هو كاتب أمريكي، ولد في 25 ديسمبر 1913، وتوفي في 6 يونيو 1984.